# Melanitis morosa
Melanitis morosa är en fjärilsart som beskrevs av Corbet 1942. Melanitis morosa ingår i släktet Melanitis och familjen praktfjärilar. Inga underarter finns listade i Catalogue of Life.